# Veikko Larkas
Veikko Viljo Vilhelm Larkas (tidigare Lindberg), född 27 mars 1909 i Helsingfors i Finland, död 1969, var en finländsk arkitekt. Han var gift med arkitekt Laura Järvi.

## Biografi
Veikko Larkas utbildade sig till arkitekt vid Tekniska högskolan, där han tog examen 1938. Därefter verkade han som arkitekt bland annat vid Medicinalstyrelsen i Helsingfors. Han öppnade en egen arkitektbyrå 1947.
Han ritade sju skolor i Enontekis kommun direkt efter kriget. Han fick därefter i uppdrag att rita Enontekis kyrka, prästgård och en läkarbostad.
Veikko Larkas är framför allt känd för att ha ritat många kyrkor, sammanlagt tolv kyrkor mellan åren 1949 och 1969. Stilmässigt är flera av dem influerade av finländska, medeltida stenkyrkor. Ett exempel på byggnader där han medverkat som biträdande arkitekt är Barnkliniken från 1946 ritad av Uno Ullberg och belägen på Stenbäcksgatan 11 i stadsdelen Mejlans i Helsinfors. Han ritade Kuopio universitetssjukhuset från 1958 tillsammans med Jaakko Paatela.

## Kyrkor
- Hoilola kyrka, 1950
- Värtsilä kyrka, 1950
- Haukivuori kyrka, 1951
- Enontekis kyrka, 1952
- Kyyjärvi kyrka, 1953
- Viinijärvi kyrka, 1953
- Veitsiluoto kyrka, 1957
- Kauhajoki kyrka, 1958
- Pielisensuu kyrka, 1960
- Kolari kyrka, 1965
- Valkeakoski kyrka, 1969[2]

## Hattula krigskyrkogård
Hattula krigskyrkogård vid Hattula nya kyrka anlades vid tiden för Fortsättningskriget enligt Veikko Larkas ritningar. 1947 avtäcktes minnesmärket för de stupade, skapat av honom. Kyrkogården utvidgades på 1950- och 1960-talen. Den är omgiven av en stenmur och ligger vid en sluttning som slutar nere vid sjön Vanajavesis strand.

## Fotogalleri

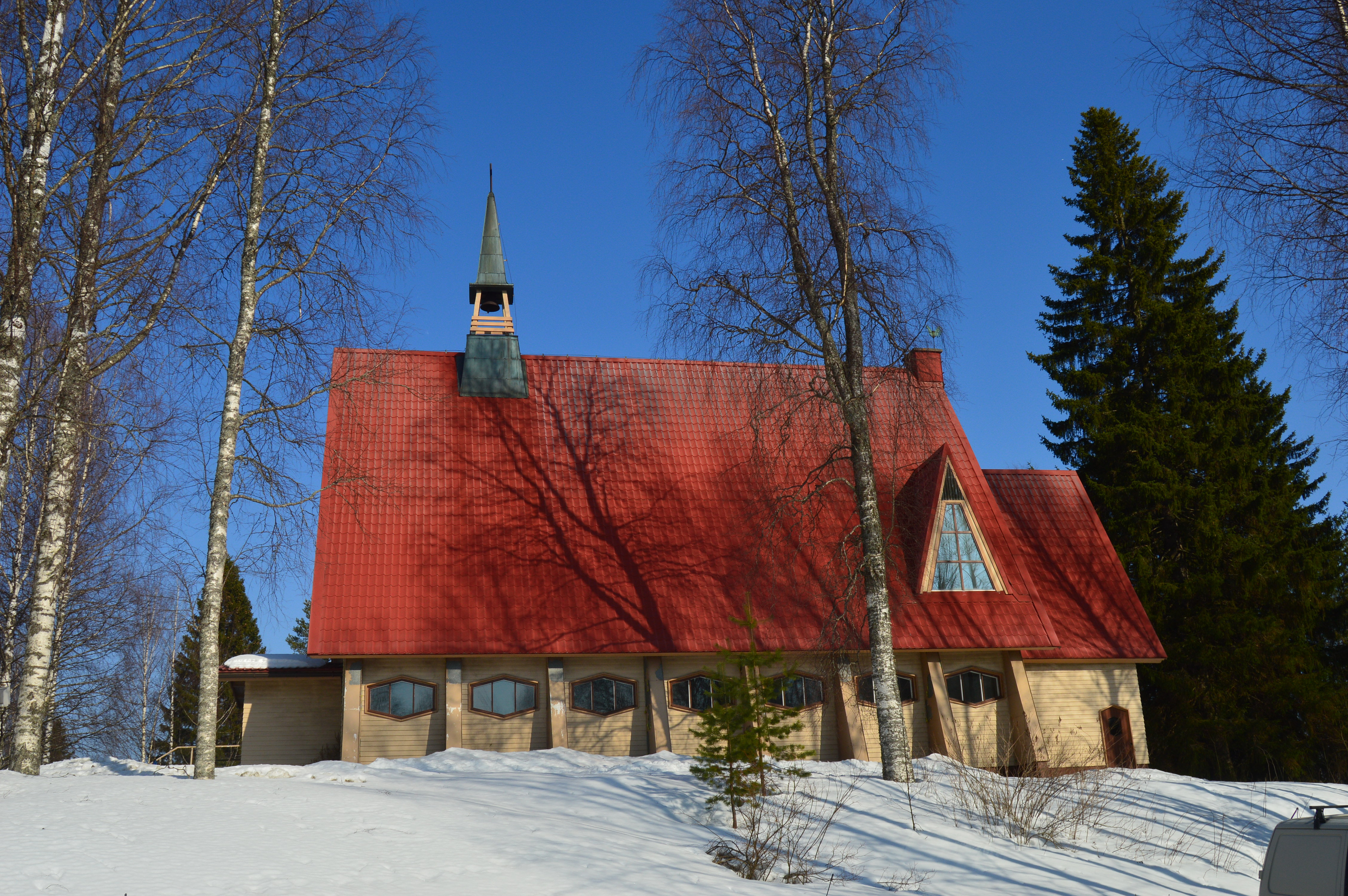
Hoilola kyrka, Joensuu
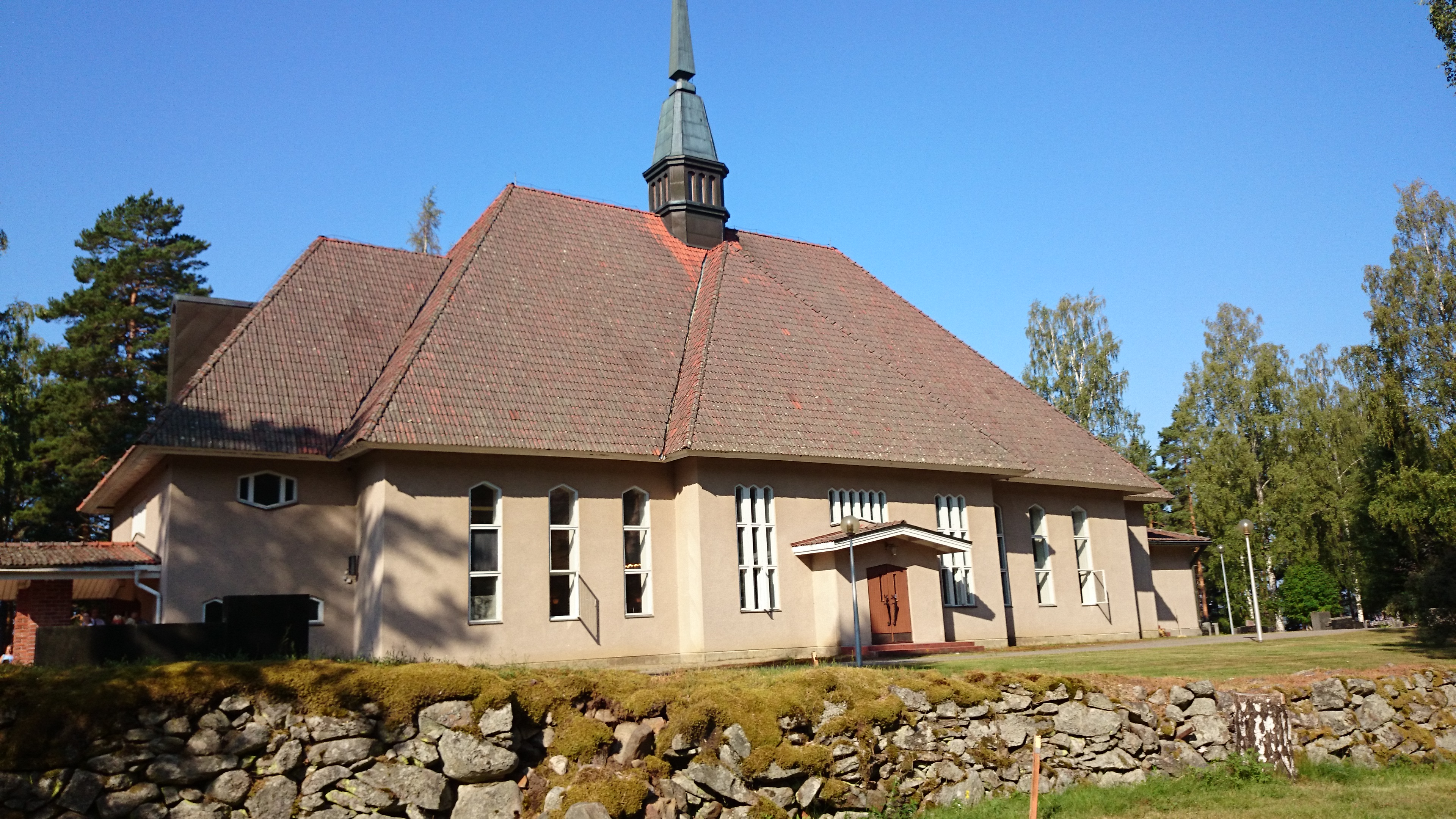
Haukivuori kyrka, S:t Michel
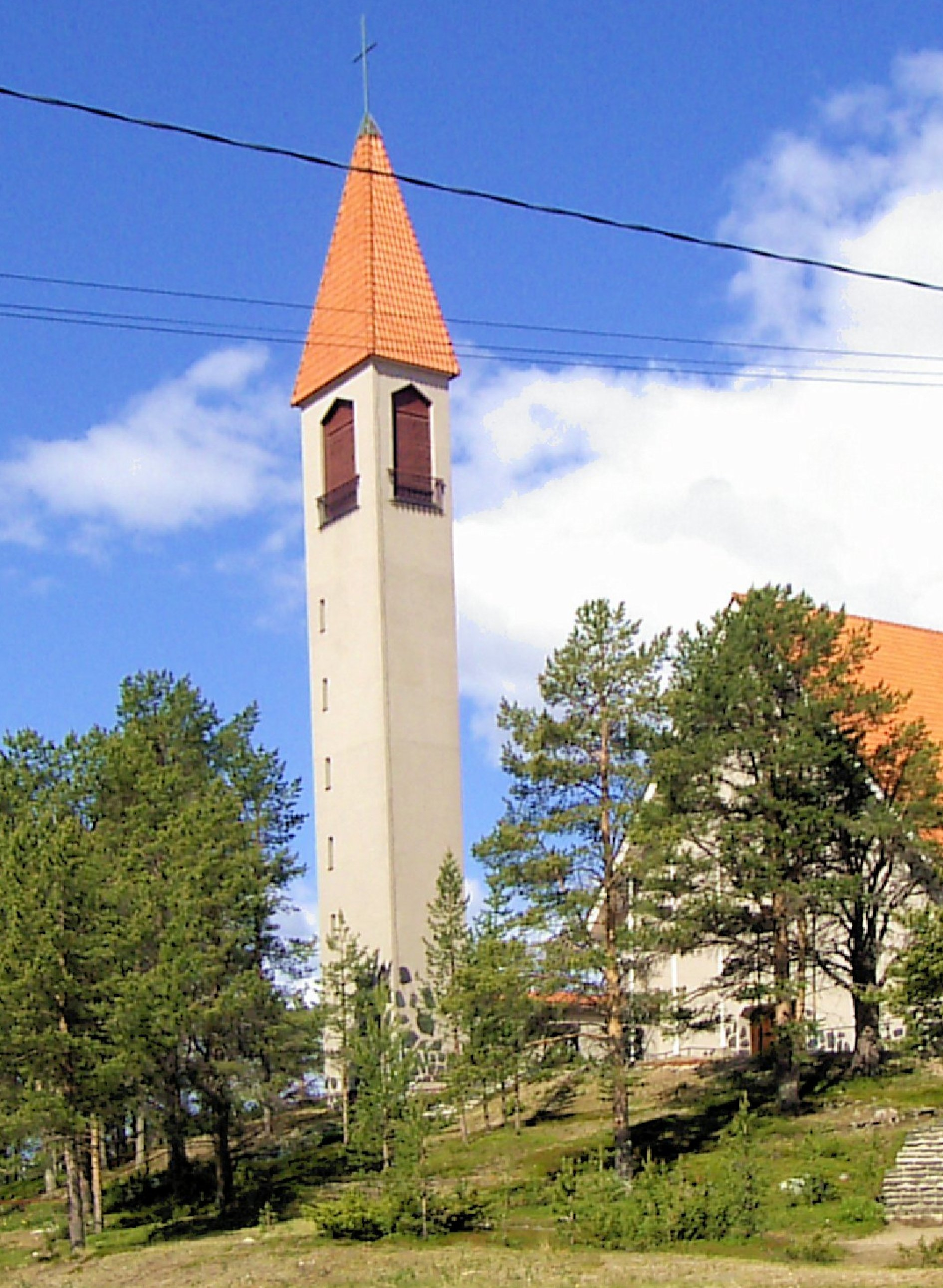
Enontekis kyrka, Enontekis
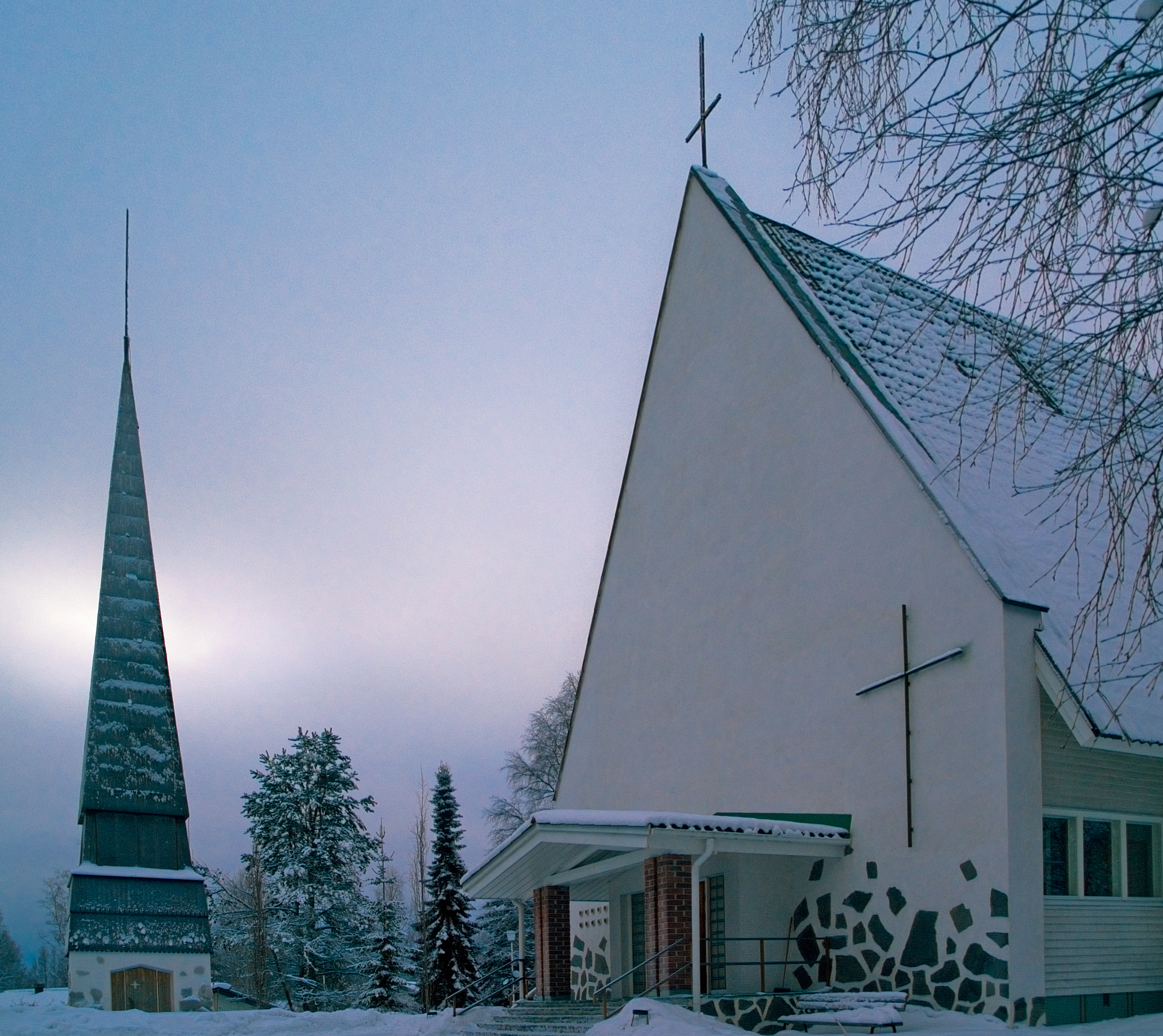
Kyyjärvi kyrka, Kyyjärvi
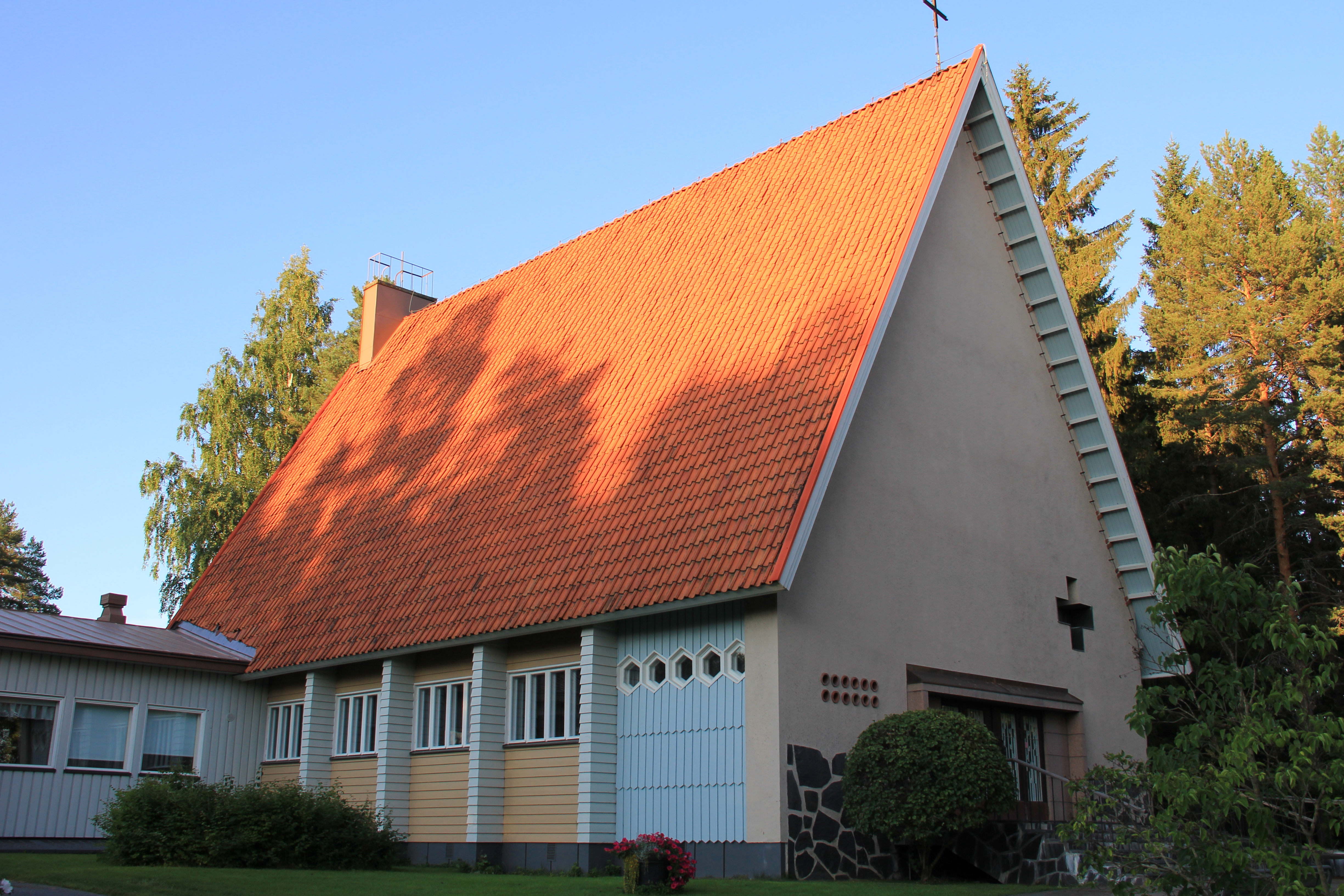
Viinijärvi kyrka, Viinijärvi, Libelits kommun
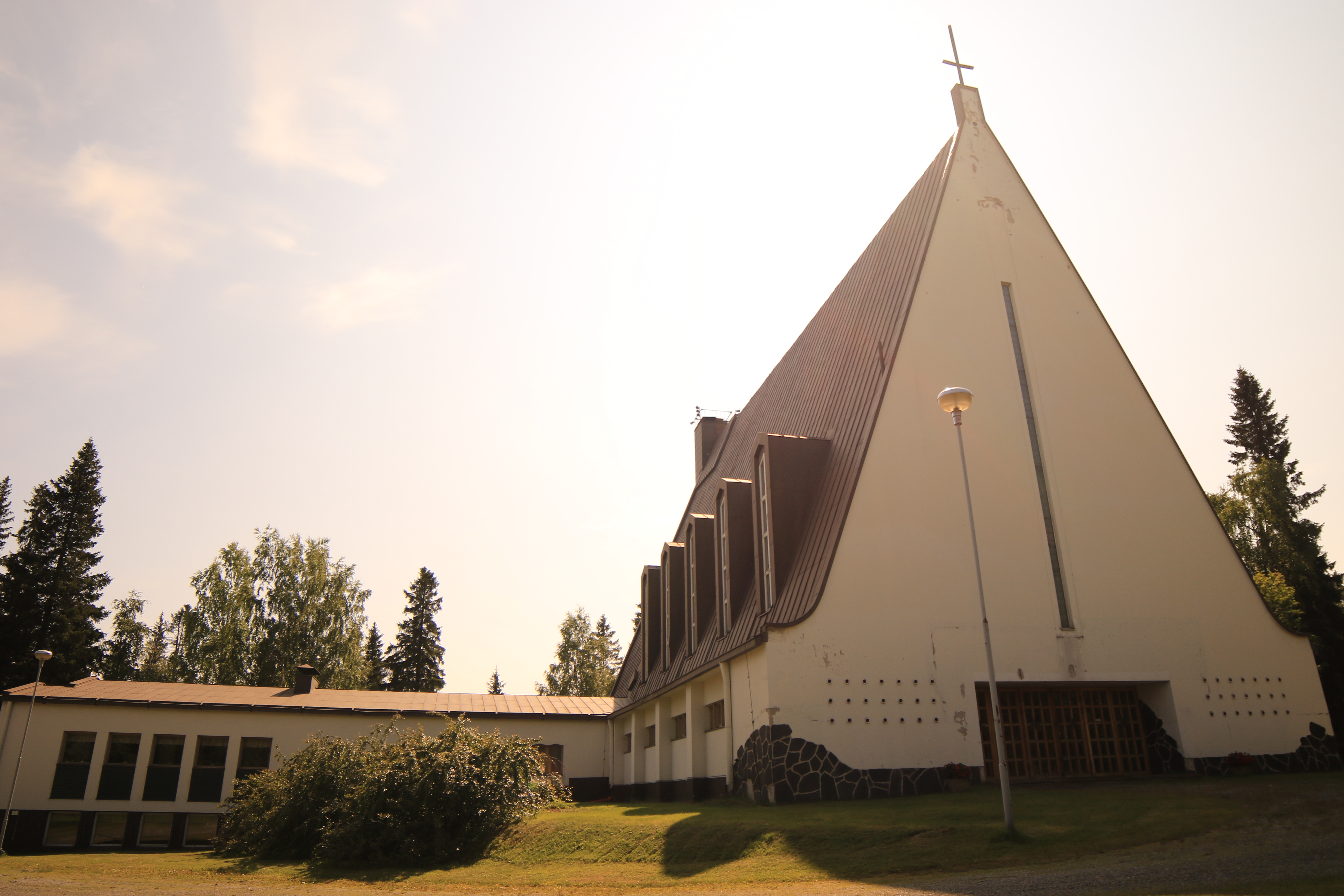
Veitsiluoto kyrka, Kemi
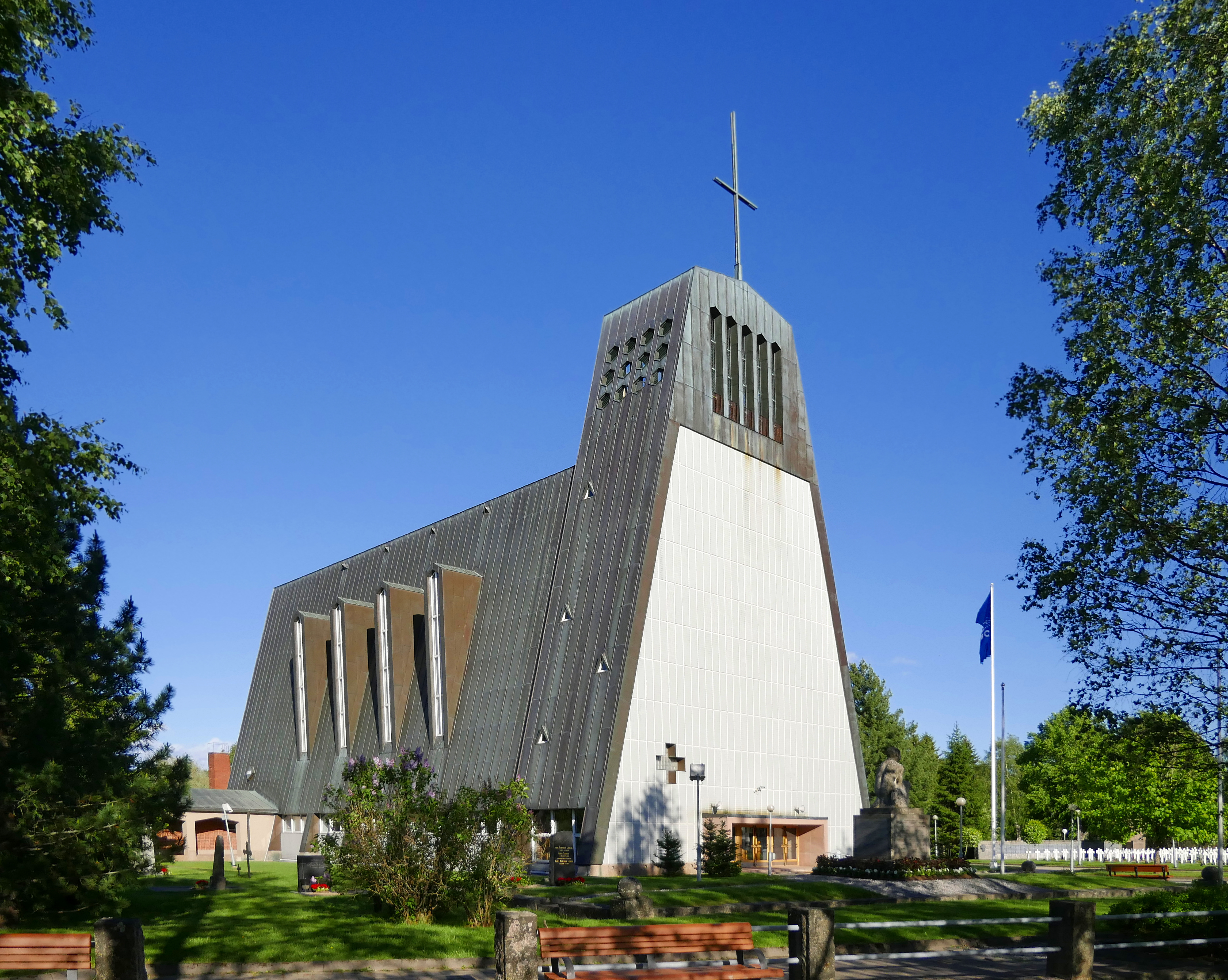
Kauhajoki kyrka, Kauhajoki
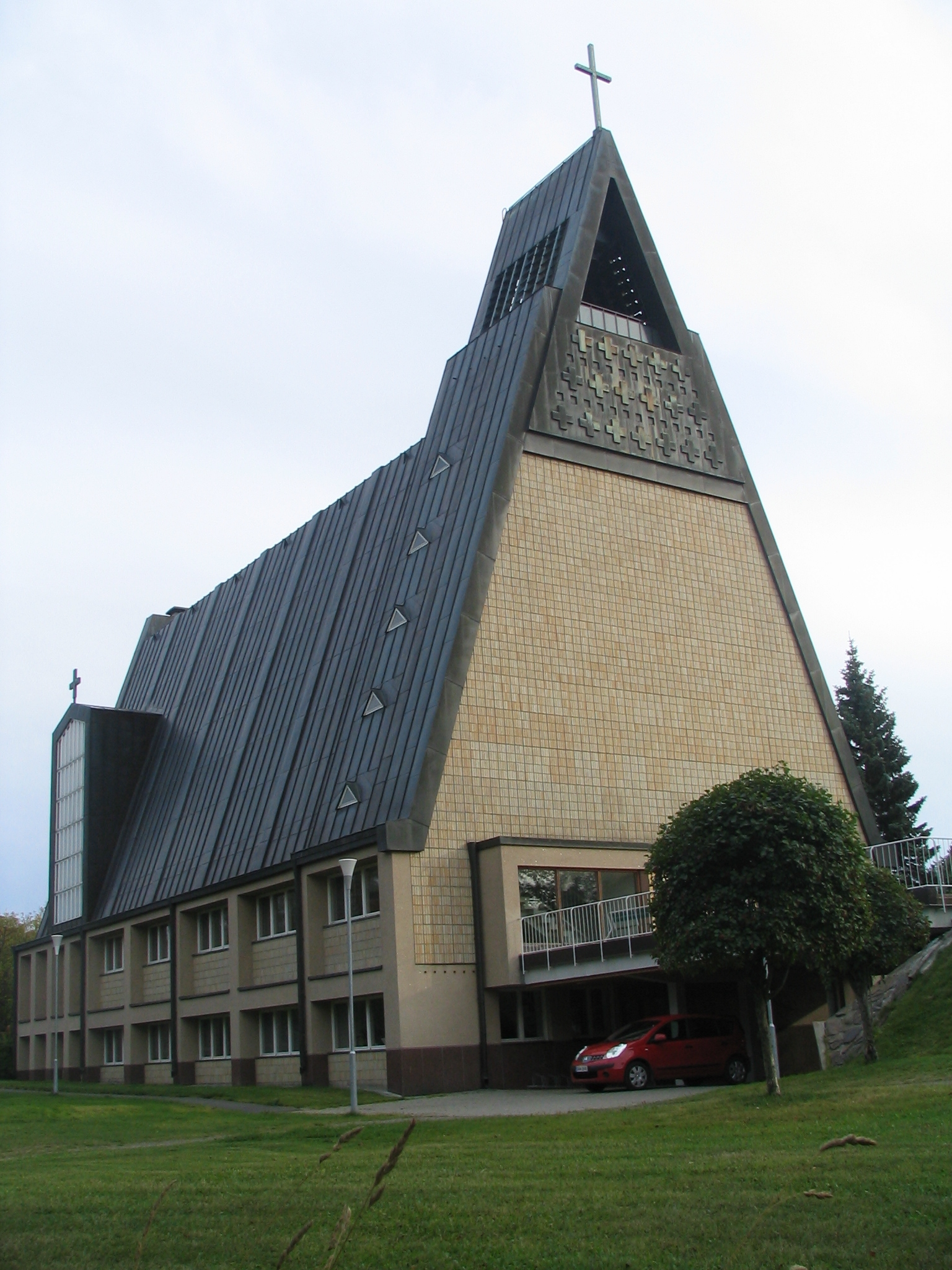
Pielisensuu kyrka, Joensuu
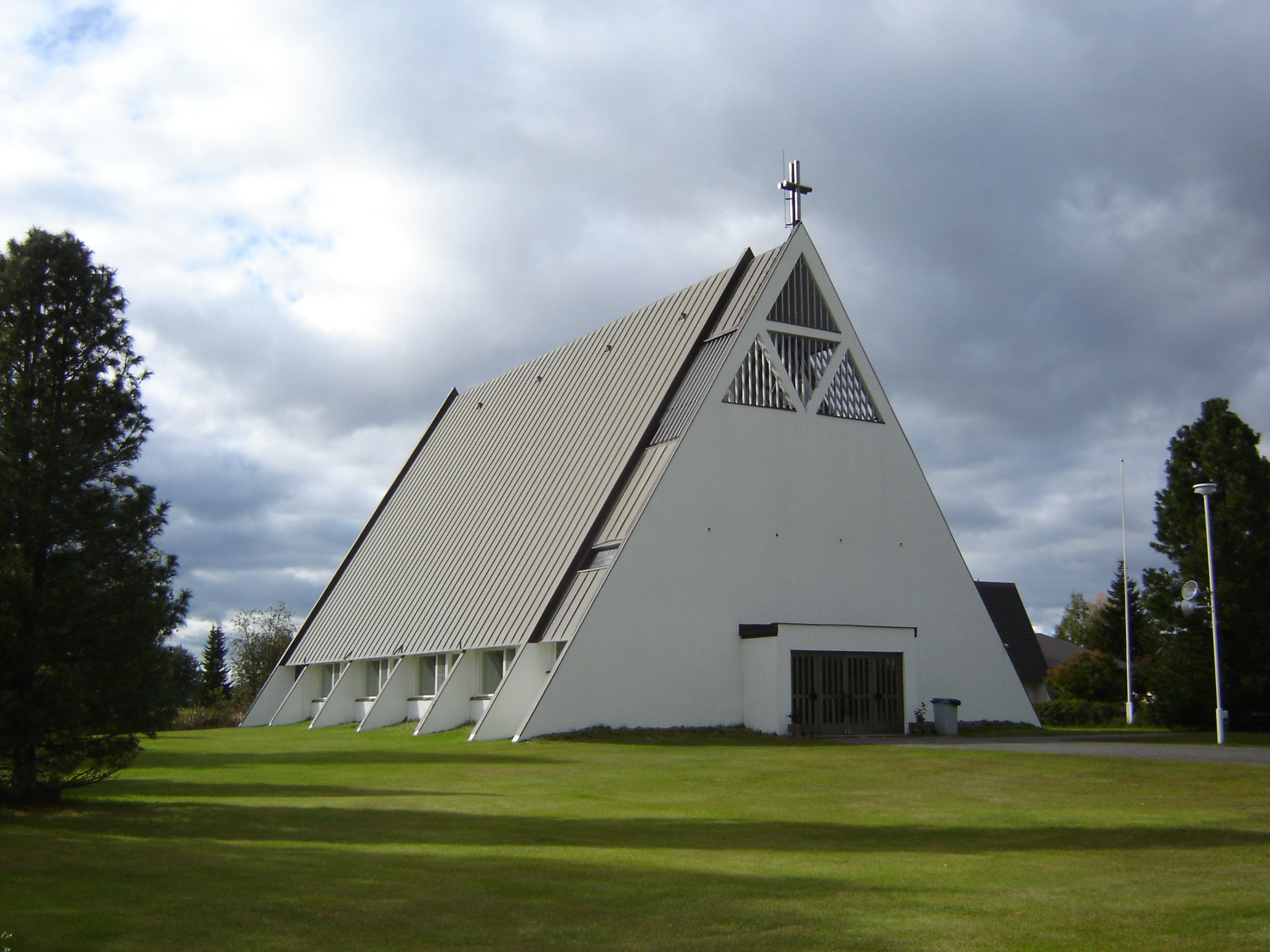
Kolari kyrka, Kolari